# 호신
호신(壺信, ? ~ ?)은 전한 중기의 관료이다. 원봉 원년(기원전 80년), 집금오에 임명되었다.

## 출전
- 반고, 《한서》 권19하 백관공경표 下

| 전임 마적건 | 전한의 집금오 기원전 80년 ~ 기원전 76년? | 후임 이수 |